# 卡尔文·胡佛
卡尔文·布莱斯·胡佛（英語：Calvin Bryce Hoover，1897年4月14日—1974年6月23日）是一位美國經濟學家和教授。1929年至1930年，他在莫斯科度過了，並於1931年撰寫《蘇維埃俄國的經濟生活》一書。在前往蘇維埃俄國之後，他還前往德國、義大利、法國、波蘭、捷克斯洛伐克、丹麥、瑞典、挪威和澳大利亞等國的經濟並進行研究。他被認為是比較經濟體系領域的創始人。

## 著作
- 《The Economic Life of Soviet Russia》（1931年）
- 《Germany Enters the Third Reich》（1933年）
- 《International Trade and Domestic Employment》（1945年）
- 《Economic Resources and Policies of the South》（1951年）
- 《The Economy, Liberty, and the State》（1959年）
- 《Economic Systems of the Commonwealth》（1962年）
- 《Memoirs of Capitalism, Communism, and Nazism》（1965年）